# Ryu Matsumoto
Ryu Matsumoto –en japonés, 松本龍, Matsumoto Ryu– (7 de junio de 2002) es un deportista japonés que compite en esgrima, especialista en la modalidad de espada. Ganó una medalla de bronce en el Campeonato Mundial de Esgrima de 2022, en la prueba por equipos.

## Palmarés internacional
| Campeonato Mundial | Campeonato Mundial | Campeonato Mundial | Campeonato Mundial |
| Año                | Lugar              | Medalla            | Prueba             |
| ------------------ | ------------------ | ------------------ | ------------------ |
| 2022               | El Cairo (Egipto)  | Medalla de bronce  | Espada por equipos |